# خوان کارلوس دی لیما
خوان کارلوس دی لیما (انگلیسی: Juan Carlos de Lima؛ زادهٔ ۲ مهٔ ۱۹۶۲) بازیکن فوتبال اهل اروگوئه است.